# Insomnio
El insomnio es un trastorno del sueño que se manifiesta como la dificultad para conciliar el sueño (insomnio inicial), por ejemplo, despertarse frecuentemente durante la noche o despertarse muy temprano por la mañana antes de lo planeado (insomnio terminal). Según la duración del problema también puede dividirse en insomnio agudo si dura menos de cuatro semanas, subagudo cuando tiene una duración de entre cuatro semanas y seis meses, o crónico si dura más de seis meses. La queja más frecuente asociada al insomnio es la somnolencia diurna, baja concentración e incapacidad para sentirse activo durante el día.
El insomnio puede deberse a muchas causas, entre ellas insomnio primario, estrés, trastornos psiquiátricos como ansiedad o depresión, insomnio relacionado con alteraciones del ritmo circadiano, la genética, o con ciertos anticonceptivos. En la actualidad, es frecuente la prescripción de fármacos para el tratamiento a corto plazo del insomnio, sin embargo, el tratamiento farmacológico debe evitarse durante periodos de tiempo prolongados, y es conveniente en ciertos casos de insomnio crónico el uso de otras técnicas, como la terapia conductual, cognitivo-conductual. Es importante el uso de medidas generales o higiene del sueño, entre ellas seguir un horario lo más regular posible.

## Causas del insomnio
El insomnio puede tener orígenes diversos:
- Situaciones generadoras de estrés temporal o crónico, debido a problemas o preocupaciones laborales, familiares, sexuales, económicas, etc.;
- Las condiciones físicas del espacio en el que se descansa;
- Hábitos irregulares del sueño, así como cambios frecuentes de horarios a la hora de irse a dormir o de levantarse;
- Malos hábitos alimenticios (cenas copiosas, irse a la cama con hambre);
- Consumo de sustancias excitantes del sistema nervioso (té, café, alcohol, bebidas con cola, tabaco y drogas varias);
- Tras intervenciones quirúrgicas (las patologías orgánicas que vienen acompañadas de dolor suelen ser causantes de dificultades para dormir);
- Abstinencia del alcohol o de otras sustancias depresoras del sistema nervioso;
- Efectos secundarios de los medicamentos;
- Trastorno de estrés postraumático: después de algún accidente, de un golpe, de un traumatismo o de alguna otra situación estresante (generalmente intensa y repentina) es posible que el individuo tenga dificultades leves o graves para descansar;
- Estados de ansiedad excesiva (véase crisis de ansiedad y ataque de ansiedad).

## Prevención
Algunas de las pautas profilácticas recomendadas para quienes tienen predisposición a las dificultades para conciliar el sueño son:
- La cafeína es un estimulante del sistema nervioso y se debe interrumpir su consumo 4-6 horas antes de acostarse (dentro de ese lapso sigue habiendo, en la sangre, trazas de esta sustancia que, al menos en algunas personas aparentemente más susceptibles, siguen provocando insomnio, ansiedad, intranquilidad, nerviosismo). En dosis estándar, como 100 mg por día, el equivalente a una taza de café, produce dependencia física y psicológica.[4] Entre las bebidas que contienen cafeína, están  el café, el té, el mate, algunos refrescos de cola y bebidas energéticas  .
- La nicotina también es un estimulante del sistema nervioso (y no, como suele creer quien fuma consuetudinariamente, un tranquilizante) y debe evitarse cerca de la hora de acostarse y en los despertares nocturnos. Además, provoca adicción (dependencia física y psicológica).
- El alcohol es un depresor del sistema nervioso; si bien puede facilitar el inicio del sueño, provoca despertares a lo largo de la noche. Además, causa adicción (dependencia física), por lo que debe evitarse.
- Una comida ligera puede inducir al sueño, pero una comida copiosa en un momento demasiado cercano al sueño puede hacer que este sea menos profundo, si bien es cierto que no es recomendable irse con hambre a la cama.
- Es recomendable el ejercicio, pero no en las 3-4 horas previas a la hora de acostarse, pues el sistema nervioso se activaría y la sensación de somnolencia se perdería; el ejercicio regular por las tardes puede hacer que el sueño sea más profundo.
- Minimizar el ruido, la luz y las temperaturas extremas (no más de 24 °C ni menos de 12 °C) durante el periodo de sueño, utilizando tapones para los oídos, ruidos tenues de fondo como un ventilador, persianas en las ventanas, mantas eléctricas o aire acondicionado.
- Tratar de acostarse y despertarse más o menos a la misma hora todos los días. Se ha demostrado que cambios constantes en los horarios de sueño aumentan la probabilidad de que en algunas personas se generen dificultades graves y crónicas para dormir.
- Es importante que se asocie a la cama con el descanso.
- Establecer comportamientos rutinarios que se asocien con el sueño, por ejemplo: preparar la ropa para el día siguiente, tomar un vaso de leche, poner el despertador, ponerse el pijama, etc.
- Acostarse sólo cuando se tenga sueño, en caso de estar en la cama y desvelarse, volver a levantarse hasta tener sueño.
- Intentar reducir el uso de dispositivos tecnológicos, ya que la adicción y un uso excesivo puede tener relación con el insomnio en los adolescentes.[5]
- Para tratar la ansiedad causante de insomnio y prevenir se sugiere tomar medidas profesionales como la psicoterapia (técnica del control de estímulos, relajación, técnicas de control cognitivo).[6]
- No hay que sobre exigirse con las horas de trabajo sobre todo no estando despierto hasta altas horas de la noche.[7]

## Tipos de insomnio
Existen diversas clasificaciones del insomnio, según la duración del trastorno, según la gravedad con la que se presente y según el horario en el que se presente. Hay dos tipos principales de insomnio:
- Insomnio primario: cuando la causa que lo provoca no se identifica fácilmente o no está asociado a ninguna otra enfermedad

- Insomnio secundario: aparece como consecuencia de diferentes causas, tales como una enfermedad, un trastorno mental, el consumo de ciertas sustancias o medicamentos o la existencia de problemas ambientales (ruido, temperatura) o sociales (problemas familiares y laborales, cambios de horario por trabajo o viajes)

- Según su duración, se puede distinguir entre el insomnio transitorio o agudo (dura menos de 4 semanas), el insomnio a corto plazo o subagudo (más de 4 semanas, pero menos de 3-6 meses) y el insomnio a largo plazo o crónico (más de 6 meses).

- En función de su gravedad, se distingue entre el insomnio leve o ligero, con el que existe un mínimo deterioro de la calidad de vida; el moderado, que se da cada noche y en el que empiezan a surgir ciertos signos del deterioro de la calidad de vida con síntomas como irritabilidad, ansiedad, fatiga, y el severo o grave, en el que los síntomas se sufren con mayor intensidad y por tanto la calidad de vida se ve algo más afectada.[8]

- Por los horarios, se hace distinción entre el insomnio inicial o de conciliación (dificultades leves o graves para conciliar el sueño al acostarse), el intermedio o de mantenimiento del sueño (en vez de dormir toda la noche de continuo, la persona se despierta varias veces durante la noche) y el terminal o de final de sueño o de despertar precoz, conocido por los expertos como insomnio matinal (la persona despierta poco o mucho antes de la hora que tenía planeada hacerlo).

## Consecuencias
El descanso es fundamental para el organismo, con una finalidad restauradora: es esencial para la conservación de la energía y la termorregulación, y en general para que podamos ser capaces de tener un grado satisfactorio de vigilancia y atención durante el día. De este modo, la falta o una calidad pobre del mismo puede traer consecuencias tales como:
- depresión
- dificultades de concentración
- somnolencia diurna
- cansancio constante
- accidentes de tráfico y laborales
- irritabilidad
- dificultades de memorización
- desorientación existencial
- conflictos

## Tratamientos
Los tratamientos para el insomnio son multidisciplinarios. Según la Academia de Medicina de Sueño (AASM) y las líneas europeas, el tratamiento de primera línea para un adulto es no farmacológico. Diversos estudios y metaanálisis han demostrado que para el insomnio lo que más sirve es la terapia cognitiva-conductual (enfocadas en la vinculación del pensamiento y la conducta), si esta no llegara a funcionar, se llegarían a tratamientos farmacológicos, también pueden considerarse al principio de la terapia para que esta tenga más probabilidades de ser efectiva.
- Hipnóticos: Medicamentos especializados para tratar a  personas que sufren desórdenes del sueño. No son recomendables para tratar el insomnio crónico, se recomiendan de manera intermitente (para evitar la adicción)  en caso de que el individuo necesite urgentemente conciliar el sueño.

- Hipnóticos benzodiazepínicos: Acortan la latencia del sueño aumentando la cantidad total del sueño, posee acciones ansiolíticas, miorrelajantes y antiepilépticas.

En caso de imposibilidad de conciliar el sueño al inicio se efectuará fármacos como por ejemplo: midazolam / lormetazepam.
En caso de que el individuo presente dificultad para mantener el sueño o sufra de despertar precoz, se recomienda: lorazepam / clonazepam.
- Hipnóticos no benzodiazepínicos: Se crearon a raíz de los efectos secundarios de los hipnóticos benzodiazepínicos. Posee acciones hipnóticas pero sin efectos miorrelajantes, ansiolíticas ni antiepilépticos, además tienen poco efecto sobre la memoria o aprendizaje.

- Antidepresivos: Se recomienda cuando el insomnio está asociado a un cuadro depresivo, algunos medicamentos son la trazodona y la mirtazapina.

- La terapia cognitiva conductual (TCC-1): se considera como la primera opción para tratar el insomnio, son de 4 a 8 sesiones, lo que se incluye en estas sesiones son: educar sobre la regulación del sueño, control de estímulos, higiene del sueño, restricción del sueño, entrenamientos de relajación.

- Estímulo control: Se realizan ciertas normas para fortalecer la relación entre la cama y el sueño.

- Restricción del sueño: Consiste en restringir el número de horas de sueño aumentando la presión del sueño. Por ejemplo si un individuo destina 8 horas al sueño y en realidad solo duerme 6, se reducirá a solo a 6 horas en cama, posteriormente la privación del sueño continua, provocando que el individuo duerma la mayoría del tiempo.

- Relajación: yoga, respiración abdominal, meditación, hipnosis, sugestión, biofeedback.

- Melatonina: A la melatonina se le conoce como la hormona del sueño. Suplementos alimenticios con la hormona de melatonina ayudan a mejorar el sueño.

## En las artes
Muchas obras literarias (poemas, novelas, obras de teatro) han tenido como su personaje central este trastorno del dormir o algún otro de los trastornos de sueño. Por ejemplo, Insomnio es el título de un poema del escritor y académico español Dámaso Alonso en el que se describe el Madrid de la posguerra.
Las películas Taxi Driver, Fight Club, Insomnia, Cashback El maquinista y El club de los insomnes tienen como tema central este trastorno de sueño.